# Trifolium clusii
Trifolium clusii là một loài thực vật có hoa trong họ Đậu. Loài này được Godr. & Gren. miêu tả khoa học đầu tiên.